# Ackermannshof (Falkenberg)
Ackermannshof ist ein bewohnter Gemeindeteil der Gemeinde Falkenberg (Mark), Landkreis Märkisch-Oderland, Brandenburg.

## Geschichte

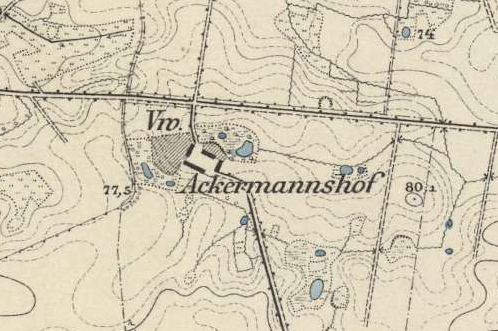
Ackermannshof auf dem Messtischblatt von 1877

1812 gründete der Amtsmann und Deichinspektor Ferdinand Ludwig Ackermann aus Wriezen aus der ehemaligen Feldziegelei des Ritterguts Hohenfinow den Erbpachthof Ackermannshof. 1860 umfasste das Gut drei Wohn- und drei Wirtschaftsgebäude und 563 Morgen Land. Bis 1931 war es ein Vorwerk des Dorfes bzw. Gemeindebezirkes Gersdorf, danach ein Wohnplatz der Gemeinde Gersdorf. 1970 mietete das Berliner Künstlerpaar Otto und Rose Schack in Ackermannshof ein Anwesen und gründete danach dort den „Oberbarnimer Künstlerhof“.
Ackermannshof lag bis 1952 im Landkreis Oberbarnim, danach im Kreis Bad Freienwalde im Bezirk Frankfurt (Oder). Heute gehört Ackermannshof zum Ortsteil Kruge/Gersdorf der Gemeinde Falkenberg (Mark).

### Bevölkerungsentwicklung
| Jahr                                             | 1840 | 1858 | 1925 |
| Einwohner                                        | 22   | 52   | 10   |
| Quelle: Historisches Ortslexikon für Brandenburg |      |      |      |